# Phragmipedium lindenii
Phragmipedium lindenii é uma espécie de orquídea terrestre, família Orchidaceae, que habita da Venezuela ao Equador central e Cuzco, no Peru.